# Roy Revivo
Roy Revivo (in ebraico רוי רביבו‎?; Tel Aviv, 22 maggio 2003) è un calciatore israeliano, difensore del Maccabi Tel Aviv e della nazionale israeliana.

## Carriera

### Club
Revivo ha iniziato a giocare a calcio con l'Hapoel Tel Aviv, squadra della sua città natale. Il 22 agosto 2021 ha esordito in prima squadra contro l'Hapoel Gerusalemme in Coppa Toto.
Il 13 dicembre 2022 ha rinnovato il contratto fino al 2025 ed il 4 gennaio 2023 è stato prestato all'Hapoel Gerusalemme fino al termine della stagione.

### Nazionale
Il 7 maggio 2023 è stato incluso nella lista dei convocati per il Mondiale Under-20. Nello stesso mese ha ricevuto la prima convocazione con la nazionale maggiore, con cui ha debuttato il 19 giugno contro Andorra.

## Statistiche

### Presenze e reti nei club
Statistiche aggiornate al 19 giugno 2023.
| Stagione        | Squadra            | Campionato      | Campionato | Campionato | Coppe nazionali | Coppe nazionali | Coppe nazionali | Coppe continentali | Coppe continentali | Coppe continentali | Altre coppe | Altre coppe | Altre coppe | Totale | Totale | Totale |
| Stagione        | Squadra            | Comp            | Pres       | Reti       | Comp            | Pres            | Reti            | Comp               | Pres               | Reti               | Comp        | Pres        | Reti        | Pres   | Reti   |        |
| --------------- | ------------------ | --------------- | ---------- | ---------- | --------------- | --------------- | --------------- | ------------------ | ------------------ | ------------------ | ----------- | ----------- | ----------- | ------ | ------ | ------ |
| 2021-2022       | Maccabi Tel Aviv   | LH              | 0          | 0          | CI+CT           | 0+1             | 0               | UECL               | 0                  | 0                  | -           | -           | -           | 1      | 0      |        |
| 2022-gen. 2023  | Maccabi Tel Aviv   | LH              | 0          | 0          | CI+CT           | 0+1             | 0               | UECL               | 0                  | 0                  | -           | -           | -           | 1      | 0      |        |
| gen.-giu. 2023  | Hapoel Gerusalemme | LH              | 16         | 0          | CI+CT           | 0               | 0               |                    | -                  | -                  | -           | -           | -           | 16     | 0      |        |
| Totale carriera | Totale carriera    | Totale carriera | 16         | 0          |                 | 2               | 0               |                    |                    | 0                  |             | -           | -           | 18     | 0      |        |

### Cronologia presenze e reti in nazionale
| Cronologia completa delle presenze e delle reti in nazionale ― Israele | Cronologia completa delle presenze e delle reti in nazionale ― Israele | Cronologia completa delle presenze e delle reti in nazionale ― Israele | Cronologia completa delle presenze e delle reti in nazionale ― Israele | Cronologia completa delle presenze e delle reti in nazionale ― Israele | Cronologia completa delle presenze e delle reti in nazionale ― Israele | Cronologia completa delle presenze e delle reti in nazionale ― Israele | Cronologia completa delle presenze e delle reti in nazionale ― Israele |
| Data                                                                   | Città                                                                  | In casa                                                                | Risultato                                                              | Ospiti                                                                 | Competizione                                                           | Reti                                                                   | Note                                                                   |
| ---------------------------------------------------------------------- | ---------------------------------------------------------------------- | ---------------------------------------------------------------------- | ---------------------------------------------------------------------- | ---------------------------------------------------------------------- | ---------------------------------------------------------------------- | ---------------------------------------------------------------------- | ---------------------------------------------------------------------- |
| 19-6-2023                                                              | Gerusalemme                                                            | Israele                                                                | 2 – 1                                                                  | Andorra                                                                | Qual. Euro 2024                                                        | -                                                                      |                                                                        |
| 9-9-2023                                                               | Bucarest                                                               | Romania                                                                | 1 – 1                                                                  | Israele                                                                | Qual. Euro 2024                                                        | -                                                                      |                                                                        |
| 12-9-2023                                                              | Tel Aviv                                                               | Israele                                                                | 1 – 0                                                                  | Bielorussia                                                            | Qual. Euro 2024                                                        | -                                                                      |                                                                        |
| 12-11-2023                                                             | Pristina                                                               | Kosovo                                                                 | 1 – 0                                                                  | Israele                                                                | Qual. Euro 2024                                                        | -                                                                      | 24’, 90+5’                                                             |
| 18-11-2023                                                             | Felcsút                                                                | Israele                                                                | 1 – 2                                                                  | Romania                                                                | Qual. Euro 2024                                                        | -                                                                      | 77’                                                                    |
| 21-3-2024                                                              | Budapest                                                               | Israele                                                                | 1 – 4                                                                  | Islanda                                                                | Qual. Euro 2024                                                        | -                                                                      | 73’                                                                    |
| 6-9-2024                                                               | Debrecen                                                               | Belgio                                                                 | 3 – 1                                                                  | Israele                                                                | UEFA Nations League 2024-2025 - 1º turno                               | -                                                                      | 64’                                                                    |
| 9-9-2024                                                               | Budapest                                                               | Israele                                                                | 1 – 2                                                                  | Italia                                                                 | UEFA Nations League 2024-2025 - 1º turno                               | -                                                                      |                                                                        |
| 22-3-2025                                                              | Debrecen                                                               | Israele                                                                | 2 – 1                                                                  | Estonia                                                                | Qual. Mondiali 2026                                                    | -                                                                      |                                                                        |
| 25-3-2025                                                              | Debrecen                                                               | Israele                                                                | 2 – 4                                                                  | Norvegia                                                               | Qual. Mondiali 2026                                                    | -                                                                      | 46’                                                                    |
| 6-6-2025                                                               | Tallinn                                                                | Estonia                                                                | 1 – 3                                                                  | Israele                                                                | Qual. Mondiali 2026                                                    | -                                                                      |                                                                        |
| 10-6-2025                                                              | Debrecen                                                               | Israele                                                                | 1 – 0                                                                  | Slovacchia                                                             | Amichevole                                                             | -                                                                      | 83’                                                                    |
| Totale                                                                 |                                                                        | Presenze                                                               | 12                                                                     |                                                                        | Reti                                                                   | 0                                                                      |                                                                        |

## Palmarès
- Coppa Toto: 1

Maccabi Tel Aviv: 2024-2025